# Podjarków
Podjarków – wieś na Ukrainie w hromadzie Bóbrka, rejonie lwowskim (do 2020 roku w rejonie przemyślańskim) obwodzie lwowskim.

## Położenie
Na podstawie Słownika geograficznego Królestwa Polskiego i innych krajów słowiańskich: Podjarków to wieś w powiecie bóbreckim, 17 km na północny wschód od sądu powiatowego w Bóbrce.

## Historia
W II Rzeczypospolitej w gminie Podhodoryszcze w powiecie bóbreckim województwa lwowskiego. W 1931 r. wieś liczyła 1181 mieszkańców, z których tylko kilka procent było Polakami.  W latach 1943–1944 nacjonaliści ukraińscy z OUN-UPA zamordowali tutaj 20 Polaków.